# علي عبد الجبار
علي عبد الجبار (مواليد 1 يناير 1985) لاعب كرة قدم ومدرب عراقي سابق، يُعدّ من أبرز المدافعين الذين مرّوا بكرة القدم العراقية في العقدين الأخيرين. مثّل المنتخب الوطني على مدى تسع سنوات، وقاد دفاع نادي القوة الجوية بكفاءة كبيرة، قبل أن ينتقل إلى نادي الطلبة ثم يعتزل اللعب ويبدأ مسيرته التدريبية مع نادي القاسم في الدوري العراقي الممتاز، حتى أعلن اعتزاله التدريب عام 2023.

## حياته
وُلد علي عبد الجبار في العراق، وبرز كلاعب كرة قدم مميز في مركز الدفاع خلال تسعينيات القرن العشرين، حيث مثّل المنتخب العراقي في عدد من البطولات الإقليمية والدولية، من بينها بطولة كأس الخليج وكأس العرب، وساهم في تحقيق نتائج جيدة للمنتخب الوطني خلال فترة مشاركته.
لعب عبد الجبار في صفوف عدد من الأندية العراقية البارزة، مثل نادي الزوراء ونادي الطلبة، وتميز بصلابته الدفاعية وروحه القتالية العالية، ما جعله من العناصر الأساسية في الفرق التي لعب لها. وقد حظي بتقدير واسع من الجماهير الرياضية العراقية.
بعد اعتزاله، اتجه إلى المجال الإداري والتدريبي، وشغل مناصب متعددة داخل الاتحاد العراقي لكرة القدم، حيث عمل على تطوير البنية التحتية للمنتخبات الوطنية، والمشاركة في تنظيم البطولات المحلية والدولية.

## المشاكل والخلافات
في عام 2021، واجه علي عبد الجبار صراعًا إداريًا مع إدارة نادي القاسم بعد توليه منصب المدير الفني للفريق. بدأت الأزمة عندما دخل عبد الجبار في خلافات مع إدارة النادي برئاسة علي جاسم، وذلك بسبب اختلافات في الرؤية الفنية واحتياجات الفريق في فترة الانتقالات الصيفية. كان عبد الجبار يطالب بإبرام صفقات لتقوية صفوف الفريق، لكنه اصطدم بعراقيل مالية وإدارية، حيث كانت الإدارة غير قادرة على تلبية طلباته، ما أدى إلى توتر العلاقة بين الطرفين.
تفاقمت المشكلة عندما قام عبد الجبار باتخاذ قرارات تكتيكية كانت محل انتقاد من الإدارة، وهو ما أسفر عن تراجع نتائج الفريق في الدوري العراقي الممتاز. في نهاية الموسم، قرر عبد الجبار تقديم استقالته بسبب عدم قدرة النادي على تحقيق الأهداف المرجوة، مما أسفر عن إنهاء التعاون بينه وبين نادي القاسم بعد فترة قصيرة من توليه المسؤولية.

## السيرة الشخصية
وُلد علي عبد الجبار في العراق عام 1985. عرف عنه التزامه التكتيكي وانضباطه داخل الملعب، وقد اشتهر بروحه القيادية بعد أن تقلّد شارة قيادة القوة الجوية لسنوات عديدة.

## المسيرة الكروية

### القوة الجوية (2007–2017)
انضمّ إلى صفوف نادي القوة الجوية عام 2007، وساهم في عدة ألقاب محلية وقارية. تولّى شارة القيادة عام 2014، وبرز دوره خصوصًا في الفوز بلقب كأس الاتحاد الآسيوي عامي 2016 و2017.

### الطلبة (2017–2018)
في صيف 2017، انتقل إلى نادي الطلبة لموسم واحد قبل أن يعلن اعتزاله اللعب رسميًا في خريف 2018، ختامًا لمسيرة احتجاجية امتدت 11 عامًا على مستوى الأندية.

### المسيرة الدولية
خاض مع أسود الرافدين بين 2007 و2016 أكثر من 40 مباراة دولية، مشاركًا في تصفيات كأس العالم وبطولات كأس الخليج العربي.

## الأسلوب وطريقة اللعب
عُرف عبد الجبار بأسلوب دفاعي منظم، يعتمد على قراءة هجمات الخصوم والتمركز السليم، مع قدرة عالية على كسب الكرات الهوائية وقطع الكرات العرضية.

## المسيرة التدريبية

### نادي القاسم (2022–2023)
عُيّن مديرًا فنيًا لـنادي القاسم في أغسطس 2022، وبدأ مهمته في إعادة بناء الفريق بالدوري الممتاز.
واجه توترًا بين الإدارة واللاعبين، وعقب نتائج متذبذبة قررت لجنة الانضباط في الاتحاد العراقي منعه من حضور المباريات لفترة في فبراير 2023، قبل أن يستقيل رسميًا في الشهر ذاته.

## الإحصاءات
- **المسيرة الاحترافية (الدوري المحلي فقط):** [15]
- **المشاركات الدولية:** أكثر من 40 مباراة دولية.

_تُحتسب الأرقام وفقًا للمصادر المتاحة وقد تختلف تبعًا لاحتساب المباريات الودية والنهائية._

## الألقاب والإنجازات
- **القوة الجوية**
  - كأس الاتحاد الآسيوي:** 2016، 2017[6][7]
  - الدوري العراقي الممتاز:** 2016–17[8]